# Дитячо-юнацький клуб «Гвардія»
Кременчуцький клуб  юних десантників та миротворців "Гвардія" діє з 2012 року на базі Комунального позашкільного навчального закладу «Об’єднання дитячо-юнацьких клубів за місцем проживання» міста Кременчук.

## Керівник
Яцук Едуард Анатолійович, педагог-організатор, керівник клубу юних десантників «Гвардія». Учасник бойових дій, кандидат у Майстри спорту України з хортингу, строкову та надстрокову службу проходив у повітряно-десантних військах, був одним із перших миротворців від України у складі 240-ОСБ міста Сараєво Боснія та Герцоговина.

## Діяльність організації
Вивчення військово-прикладних видів спорту, рукопашного бою, основ туризму, тактики, першої медичної допомоги. На базі клубу у напрямку військово-патріотичного виховання працює Клуб юних десантників «Гвардія», який відвідують хлопці та дівчата віком 9-17 років.
Також при клубі з 2016 року працює гурток Хортингу (керівник - Лиман Олександр Володимирович) З 2017 року гурток Художньої вишивки (керівник - Сушко Яна Віталівна), гурток авіамоделювання (керівник - Шкурапет Олександр Васильович) та гурток Першої домедичної допомоги (керівник - Герцик Константин Олегович.
Вихованці «Гвардії» постійно беруть участь у змаганнях, зборах, вишколах з військово-прикладних видів спорту обласного та всеукраїнського рівнів, таких як Київська обласна військово-спортивна гра «Патріот»,  відкриті змагання для військово-патріотичних клубів десантного профілю «Маргеловський тримаємо стрій», «Нащадки «Шураві» та ін.,  в яких неодноразово ставали переможцями. Долучається «Гвардія» до проведення семінарів, організованих Федерацією спортивного хортингу України.
У ході вишколів та змагань діти та підлітки не лише демонструють свою фізичну та військову підготовку, а й беруть участь у навчальних заняттях, військово-тактичних іграх, отримують інформацію щодо історії розвитку десантних військ, відвідують музеї, виставки, військові частини, такі як навчальний центр «Десна», 25-та окрема повітряно-десантна бригада у селі Гвардійське Дніпропетровської області, 95-та окрема десантно-штурмова бригада міста Житомир 79-та окрема десантно-штурмова бригада міста Миколаїв, база Військово-морських сил України міста Очаків Миколаївської області та ін.
Педагог та вихованці клубу «Гвардія» є активними учасниками волонтерського руху в місті.
Випускники клубу проходять службу у Збройних силах України, Міністерстві  внутрішніх справ України (строкову, за контрактом та у військових вищих навчальних закладах, продовжують діяльність у сфері військово-патріотичного виховання на всеукраїнському рівні. За період роботи, клуб виховав 3 кандидатів у Майстри спорту України з хортингу (один з них є призером чемпіонату Європи).
З моменту створення діяльністю дитячого клубу опікується ветеранська міська громадська організація «Об’єднання ветеранів Збройних сил, інвалідів війни, учасників бойових дій. Учасників локальних конфліктів і миротворчих сил «Гвардія».